# Agladrillia ukuminxa
Agladrillia ukuminxa é uma espécie de gastrópode do gênero Agladrillia, pertencente a família Drilliidae.